# Juan Reynoso
Juan Máximo Reynoso Guzmán (Lima, 28 dicembre 1969) è un allenatore di calcio ed ex calciatore peruviano, di ruolo difensore.

## Carriera

### Giocatore

#### Club
Cresciuto nelle giovanili dell'Alianza Lima, debutta nel campionato di calcio peruviano nel 1986, a 16 anni. Nel 1990 si trasferisce in Europa, per giocare nel club di Segunda División spagnola del Sabadell. Nel 1991 torna all'Alianza Lima, ma ben presto si trasferisce all'Universitario de Deportes, squadra rivale dell'Alianza, nel quale rimane dal 1993 al 1994. Nel 1994 passa ai messicani del Cruz Azul; ci rimane per otto stagioni, giocando 260 partite e diventando capitano del club. Nel 2002 si trasferisce al Club Necaxa, dove termina la carriera nel calcio giocato nel 2004.

#### Nazionale
In nazionale di calcio peruviana debutta a 16 anni e 31 giorni, contro la Cina; rimane nel giro della nazionale per 14 anni, fino al 2000 quando gioca la sua ultima partita contro la Colombia. Ha giocato varie edizioni della Copa América.

### Allenatore
Ha iniziato la carriera di allenatore nell'aprile del 2007 alla guida del Coronel Bolognesi, vincendo il titolo di Clausura 2007. Nel 2009 diventa l'allenatore dell'Universitario de Deportes, vincendo il Campionato di calcio peruviano. A causa di problemi con la dirigenza dell'Universitario si dimette e diventa l'allenatore del Juan Aurich. L'8 gennaio 2011 gli subentra Diego Édison Umaña. Nel 2014 diventa l'allenatore del F.B.C. Melgar, vincendo il titolo di Clausura e il Campionato di calcio peruviano 2015.

## Statistiche

### Statistiche da allenatore

#### Nazionale peruviana
| Squadra | Naz             | dal           | al               | Record | Record | Record | Record | Record | Record | Record | Record     |
| Squadra | Naz             | dal           | al               | G      | V      | N      | P      | GF     | GS     | DR     | % Vittorie |
| ------- | --------------- | ------------- | ---------------- | ------ | ------ | ------ | ------ | ------ | ------ | ------ | ---------- |
| Perù    | Perù (bandiera) | 2 agosto 2022 | 13 dicembre 2023 | 14     | 4      | 3      | 7      | 9      | 16     | −7     | 28,57      |

#### Nazionale peruviana nel dettaglio
| 2023             | Perù        | Qual. Mondiali 2026 | Esonerato durante la fase. | 6  | 0 | 2 | 4 | &0,00 | 1 | 8  | -7 |
| Dal 2022 al 2023 | Perù        | Amichevoli          |                            | 8  | 4 | 1 | 3 | 50,00 | 8 | 8  | +0 |
| Totale Perù      | Totale Perù | Totale Perù         | Totale Perù                | 14 | 4 | 3 | 7 | 28,57 | 9 | 16 | -7 |

#### Panchine da commissario tecnico della nazionale peruviana
| Cronologia completa delle presenze e delle reti in nazionale ― Perù | Cronologia completa delle presenze e delle reti in nazionale ― Perù | Cronologia completa delle presenze e delle reti in nazionale ― Perù | Cronologia completa delle presenze e delle reti in nazionale ― Perù | Cronologia completa delle presenze e delle reti in nazionale ― Perù | Cronologia completa delle presenze e delle reti in nazionale ― Perù | Cronologia completa delle presenze e delle reti in nazionale ― Perù  | Cronologia completa delle presenze e delle reti in nazionale ― Perù |
| Data                                                                | Città                                                               | In casa                                                             | Risultato                                                           | Ospiti                                                              | Competizione                                                        | Reti                                                                 | Note                                                                |
| ------------------------------------------------------------------- | ------------------------------------------------------------------- | ------------------------------------------------------------------- | ------------------------------------------------------------------- | ------------------------------------------------------------------- | ------------------------------------------------------------------- | -------------------------------------------------------------------- | ------------------------------------------------------------------- |
| 25-9-2022                                                           | Pasadena                                                            | Perù                                                                | 0 – 1                                                               | Messico                                                             | Amichevole                                                          | -                                                                    | Cap: P.Gallese                                                      |
| 27-9-2022                                                           | Washington                                                          | El Salvador                                                         | 1 – 4                                                               | Perù                                                                | Amichevole                                                          | autorete Gianluca Lapadula (rig.) Bryan Reyna Christian Cueva (rig.) | Cap: C.Zambrano                                                     |
| 16-11-2022                                                          | Lima                                                                | Perù                                                                | 1 – 0                                                               | Paraguay                                                            | Amichevole                                                          | Alex Valera                                                          | Cap: P.Gallese                                                      |
| 19-11-2022                                                          | Arequipa                                                            | Perù                                                                | 1 – 0                                                               | Bolivia                                                             | Amichevole                                                          | Luis Iberico                                                         | Cap: C.Cueva                                                        |
| 25-3-2023                                                           | Magonza                                                             | Germania                                                            | 2 – 0                                                               | Perù                                                                | Amichevole                                                          | -                                                                    | Cap: P.Gallese                                                      |
| 28-3-2023                                                           | Madrid                                                              | Marocco                                                             | 0 – 0                                                               | Perù                                                                | Amichevole                                                          | -                                                                    | Cap: P.Gallese                                                      |
| 16-6-2023                                                           | Busan                                                               | Corea del Sud                                                       | 0 – 1                                                               | Perù                                                                | Amichevole                                                          | Bryan Reyna                                                          | Cap: P.Guerrero                                                     |
| 20-6-2023                                                           | Suita                                                               | Giappone                                                            | 4 – 1                                                               | Perù                                                                | Amichevole                                                          | Christofer Gonzales                                                  | Cap: P.Guerrero                                                     |
| 7-9-2023                                                            | Ciudad del Este                                                     | Paraguay                                                            | 0 – 0                                                               | Perù                                                                | Qual. Mondiali 2026                                                 |                                                                      | Cap: P.Guerrero                                                     |
| 12-9-2023                                                           | Lima                                                                | Perù                                                                | 0 – 1                                                               | Brasile                                                             | Qual. Mondiali 2026                                                 |                                                                      | Cap: P.Guerrero                                                     |
| 12-10-2023                                                          | Santiago del Cile                                                   | Cile                                                                | 2 – 0                                                               | Perù                                                                | Qual. Mondiali 2026                                                 |                                                                      | Cap: P.Guerrero                                                     |
| 17-10-2023                                                          | Lima                                                                | Perù                                                                | 0 – 2                                                               | Argentina                                                           | Qual. Mondiali 2026                                                 |                                                                      | Cap: P.Guerrero                                                     |
| 16-11-2023                                                          | La Paz                                                              | Bolivia                                                             | 2 – 0                                                               | Perù                                                                | Qual. Mondiali 2026                                                 |                                                                      | Cap: P.Gallese                                                      |
| 22-11-2023                                                          | Lima                                                                | Perù                                                                | 1 – 1                                                               | Venezuela                                                           | Qual. Mondiali 2026                                                 | Yoshimar Yotún                                                       | Cap: P.Gallese                                                      |
| Totale                                                              |                                                                     | Presenze                                                            | 14                                                                  |                                                                     | Reti                                                                | 9                                                                    |                                                                     |

## Palmarès

### Club

#### Competizioni nazionali
- Campionato peruviano: 1

Universitario: 1993
- Campionato messicano: 1

Cruz Azul: Invierno 1997
- Coppa del Messico: 1

Cruz Azul: 1997

#### Competizioni internazionali
- CONCACAF Champions' Cup: 2

Cruz Azul: 1996, 1997

### Allenatore
- Campionato peruviano: 4

Coronel Bolognesi: Clausura 2007
Calcio Universitario: Campionato Nazionale 2009
Coronel Bolognesi: Clausura 2015
Calcio Melgar: Campionato Nazionale 2015
- Campionato messicano: 1

Cruz Azul: Guardianes 2021